# Гъещ
Гъещ (на румънски: Găești) е град разположен в Окръг Дъмбовица, Румъния. Градът има население от 15 585 жители (2002).

## История
Името на града най-вероятно произлиза от благородническа фамилия, която в миналото е притежавала голяма част от земите в района на днешния град.
За първи път селището се споменава през 1498 година по време на управлението на Раду Велики, когато синът му Влад Монаха дарява земите около Гъещ на манастира Рънкъчов. През 1807 година голяма част от града изгаря по време на пожар, а през 1812 е поразен от чумна епидемия.